# David Jacob
 (juillet 2020).
Si vous disposez d'ouvrages ou d'articles de référence ou si vous connaissez des sites web de qualité traitant du thème abordé ici, merci de compléter l'article en donnant les références utiles à sa vérifiabilité et en les liant à la section « Notes et références ».
David Christian Jacques Jacob, né le 23 octobre 1966 à Harfleur est un bassiste, contrebassiste, producteur et compositeur français.

## Biographie
Il entre au conservatoire du Havre en 1975 pour y étudier le solfège et la trompette puis au conservatoire de Rouen en 1981. Il s'engage dans la Marine nationale pour 3 ans en 1984 comme radio-télégraphiste et clairon. En janvier 1987, il apprend la guitare basse à l'école de musique de Bolbec travaille parallèlement comme régisseur sons et lumières au Centre culturel Juliobona à Lillebonne. En 1988, il enseigne la basse en remplacement de son professeur et rejoint différentes formations normandes : Zmen et Métronome. La même année, il crée un studio d'enregistrement à Gruchet-le-Valasse. En 1990, il s'installe à Lunel y restera deux ans avant de s'installer à Paris (où il fonde le groupe P.Vibes) puis à Rouen.
En 1995, il est auditionné pour rejoindre le groupe Trust avec lequel il signe en mars 1996.
En 2001, il quitte Trust pour d'autres expériences musicales. C'est ainsi qu'il est amené à travailler avec Royal Bubble Orchestra, Nathalie Loriot , Nathalie Cardone, Fred Blondin, Manu Lanvin, Ladel Mclinn, Ilene Barnes, La Grande Sophie en 2001, Geoffrey Oryema, Toumast, Chaek Sylla,  Philippe Manca et Cyril Kapel.
Il sera alors également démonstrateur pour Trace Elliott, Status, Fender Precision Bass, Ernie Ball et Elixir.
Dans le même temps, il continue à créer des studios d'enregistrement et à produire des artistes comme Chaek Sylla et Djamatik.
Le 4 septembre 2015, il participe au projet « Oggun Today » à l'UNESCO de Paris et joue aux côtés de Erick El Chamaco.
En 2016, il réintègre le groupe Trust composé des deux fondateurs : Norbert Krief et Bernie Bonvoisin, les autres musiciens étant Christian Dupuy à la batterie et Ismalia Diop à la guitare rythmique.
Depuis 2018, il a entamé une formation classique à la contrebasse en intégrant un conservatoire de Région parisienne tout en continuant à se produire sur scène avec le groupe Trust.
Il est également ambassadeur de l'association Audition Solidarité.

## Discographie

### Avec Trust

#### Albums studio (versions françaises)
- 1996 : Europe et haines
- 2000 : Ni Dieu ni maître
- 2018 : Dans le même sang
- 2019 : Fils de lutte
- 2022 : Propaganda

#### Live
- 1997 : A Live (tournée Insurrection dans l'Hexagone)
- 2000 : Still A-live
- 2017 : Live at Hellfest 2017 (CD + DVD, Au nom de la Rage tour)
- 2020 : Recidiv

### Autres participations
- 1999 : Nathalie Cardone, Nathalie Cardone
- 1999 : L'Amour libre, Fred Blondin
- 2001 : Le porte-bonheur, La Grande Sophie
- 2001 : Le Meilleur de Jeanne Mas, Jeanne Mas
- 2018 : Phil Manca/Signs.Tremolo Editions
- 2021 : Phil Manca/Dancing Spirits. Tremolo Éditions Productions -